# 25-мм спарена універсальна гармата 2М-3
2М-3 — 25-мм двоствольна автоматична корабельна артилерійська установка. Є засобом самооборони кораблів, може бути використана для ураження цілей на похилій дальності до 3000 м. Виробництво було освоєно на Туламашзаводі.
Інші назви: КЗАУ «2М-3» (корабельна зенітна автоматична установка «2М-3»).
Роботи над установкою розпочаті в Радянському Союзі 1945 році в ДКБ-43, прийнято на озброєння в 1953 році.
Виробництво налагоджене на заводі № 535 в 1949 році та тривало понад 30 років. Встановлена на понад 30 проєктів кораблів та катерів.

## Історія створення

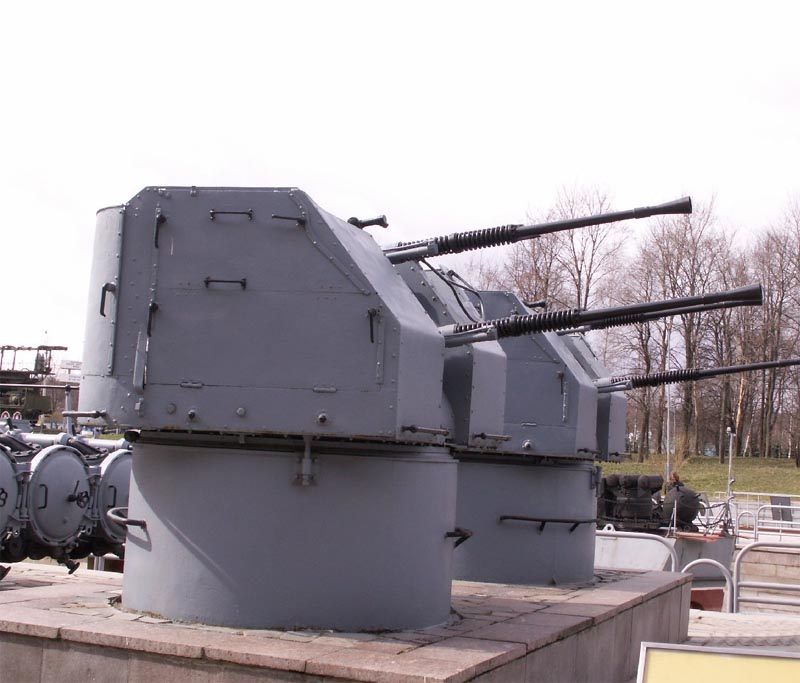
Установки 2М-3

27 лютого 1945 року АНІМІ (Артилерійський науково-дослідний морський інститут) видав промисловості тактико-технічне завдання на 25-мм спарену палубну автоматичну установку «2М-3» (далі — АУ 2М-3), призначену для озброєння торпедних катерів. пр.183 та 184. Уточнене тактико-технічне завдання було затверджено заст. Головкома ВМФ СРСР 14 березня 1947 року.
Проектування АУ 2М-3 почалося за постановою Ради Міністрів СРСР № 1523—549сс від 02 квітня 1949 і велося в ОКБ-43 (головний конструктор А. С. Харикін). Технічний проект АУ 2М-3 було розроблено у 1947 році та затверджено заступником. Головкому ВМФ СРСР 01 серпня 1947 року. Робочі креслення АУ 2М-3 було затверджено 03 липня 1948 року.
Для нової АУ 2М-3 в ОКБ-16 (головний конструктор А. Е. Нудельман) на базі автомата 84-КМ було розроблено новий автомат 110-ПМ. При цьому балістика та боєприпаси автомата 84-КМ були залишені без змін.. Ескізний проект автомата 110-ПМ був розроблений в ОКБ-16 у 1945 році відповідно до тактико-технічного завдання артилерійського управління Військово-морського флоту СРСР. Після його схвалення ОКБ-16 розпочало розробку робочих креслень та виготовлення дослідного зразка автомата 110-ПМ, минаючи стадію технічного проектування. У період з 1946 по 1948 рік вироблялося відпрацювання автомата 110-ПМ на трьох виготовлених зразках. У листопаді 1948 року на полігонних випробуваннях 3-го зразка автомата 110-ПМ на 4521 пострілі стався розрив ствольної муфти. 4-й зразок автомата 110-ПМ витримав випробування обсягом 4789 пострілів, які проводилися з 7 вересня 1949 року по 19 січня 1950 року. У 1950 році ОКБ-16 виготовило 5-й зразок автомата 110-ПМ з урахуванням усіх зауважень і представило його на державні полігонні випробування (з 8 серпня по 13 грудня 1950) в обсязі 7201 пострілу. Автомат 110-ПМ випробування витримав і був рекомендований для озброєння.
Гідропривід до АУ 2М-3 був виготовлений заводом № 46 за кресленнями ЦНДІ-173.
У 1949 році було виготовлено три дослідні зразки АУ 2М-3: два для катера та один для Ржевського полігону. Усі вони полігонні та корабельні випробування не витримали, і АУ ВМФ СРСР 14 грудня 1949 року ухвалило рішення про переробку креслень виготовлення нового зразка АУ 2М-3 з відповідними змінами у його ТТЗ. Нові робочі креслення АУ 2М-3 розробили ОКБ-43 у лютому-травні 1950 року. Досвідчений зразок АУ 2М-3 був виготовлений заводом № 535 у жовтні 1950 року. Цей зразок АУ 2М-3 пройшов об'єднані заводські та полігонні випробування у листопаді-грудні 1950 року та витримав їх. Комісія рекомендувала його на корабельні випробування. У тому ж 1950 завод № 535 виготовив ще три дослідних зразка АУ 2М-3 (з автоматом 110-ПМ), які пройшли державні корабельні випробування на торпедному катері пр.183 з 26 січня по 5 березня 1952 року. Було відзначено ненадійність автомата 110-ПМ та низку інших недоліків. За рішенням державної комісії зразок АУ 2М-3 слід доопрацювати та провести повторні державні корабельні випробування, які успішно були проведені з 20 жовтня по 5 листопада 1952 року, звіт про них було затверджено 25 листопада 1952 року.
АУ 2М-3 з автоматом 110-ПМ було прийнято на озброєння постановою Ради Міністрів СРСР № 659—336 від 27 лютого 1953 року та Наказом Військово-морського Міністра СРСР Н. Г. Кузнєцова № 00159 від 05 березня 1953 року.

## Принцип роботи

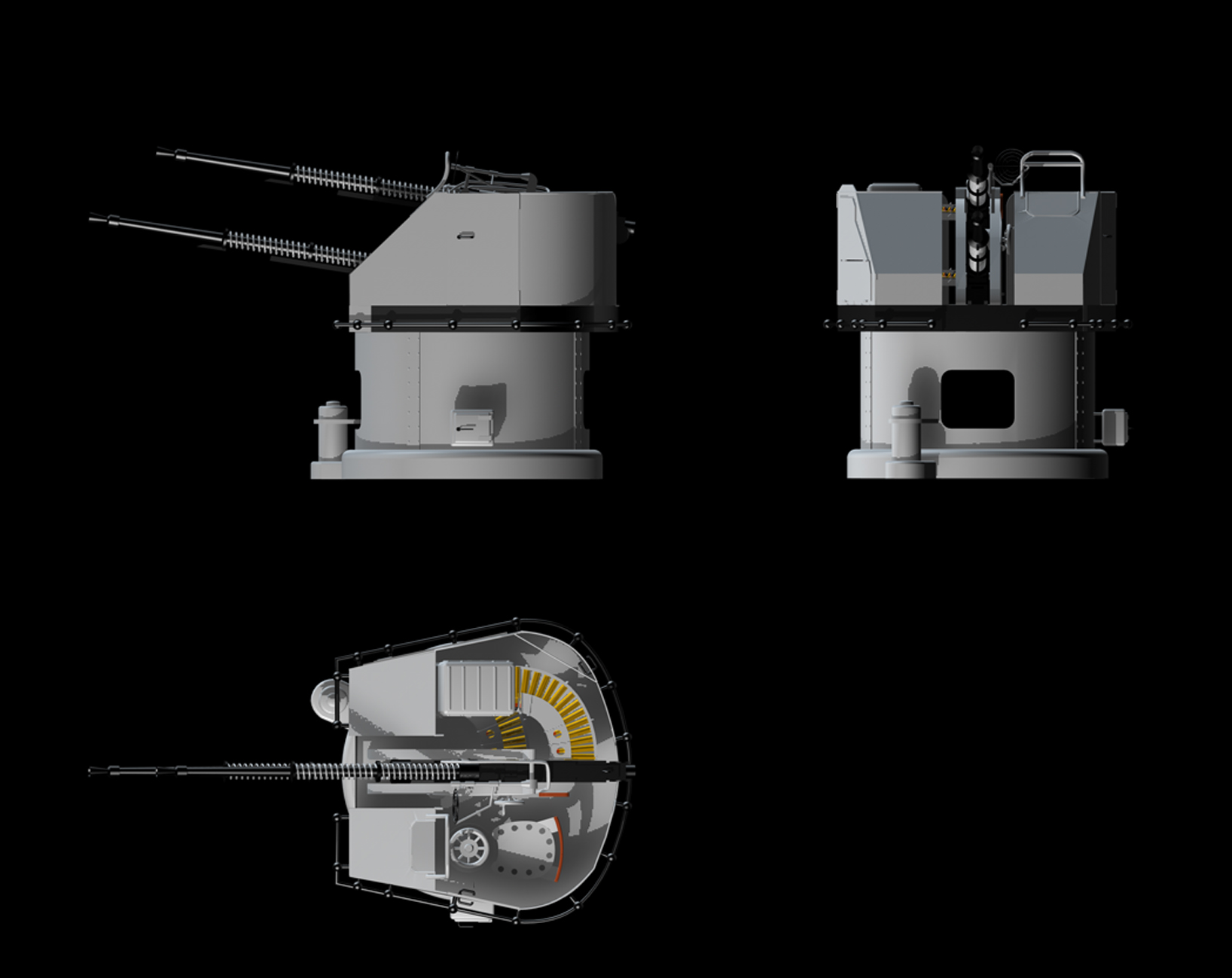
Загальний вигляд установки 2М-3

Ствол автомата 110-ПМ — моноблок, замикання каналу поршневе. Автоматика працює за рахунок енергії відкату при короткому ході ствола. Основна конструктивна особливість — примусовий відкат механізму замикання в заднє положення було потрібно для забезпечення надійності автомата. Після закінчення спільного відкату ствола та механізму замикання, останній (разом зі стріляною гільзою) під час накату ствола примусово продовжував відкат у крайнє заднє положення. Гальмо відкату гідравлічне. Пружинний накатник одягнений на ствол.
Живлення автомата 110-ПМ — двостороннє стрічкове (але автомати перших серій допускали і обойменне живлення по 7 патронів). Стрічка металева розсипна, міститься у круглому магазині з 65 патронами, загальна вага якого — 55,07 кг. Частина установки, що гойдається, являла собою 2 коробчаті люльки. Для здійснення вертикального наведення на нижній люльці був зубчастий сектор, що входить у зачеплення з шестернею редуктора. Ліва та права зв'язки з'єднували задні кінці верхньої та нижньої колисок і разом з ними та станинами утворювали паралелограм. Такий зв'язок колисок забезпечував рівність кутів гойдання обох люльок.
Вертикальне та горизонтальне наведення АУ 2М-3 проводилося за допомогою двох гідроприводів, один з яких пов'язаний з редуктором вертикального наведення, а інший з редуктором горизонтального наведення. Гідроприводи призначалися для вертикального наведення та перезаряджання (зведення рухомих частин) обох автоматів. Кут вертикального наведення АУ 2М-3 був у межах від -10 до +85 °, а горизонтального до 120 °. Додатково було і ручне наведення, яке здійснюється одним навідником.
Охолодження стволів АУ 2М-3 при стрільбі було повітряним. Також при заміні магазинів через шланг із насадкою із казенної частини подавалася вода для охолодження стволів. Час охолодження водою становив щонайменше 15 сек.
Для ведення стрільби по повітряним та надводним цілям на АУ 2М-3 встановлювався коліматорний кільцевий ракурсний приціл КМТ-25 (механічний кільцевий візир, змонтований на паралелограмному механізмі).

## Модифікації

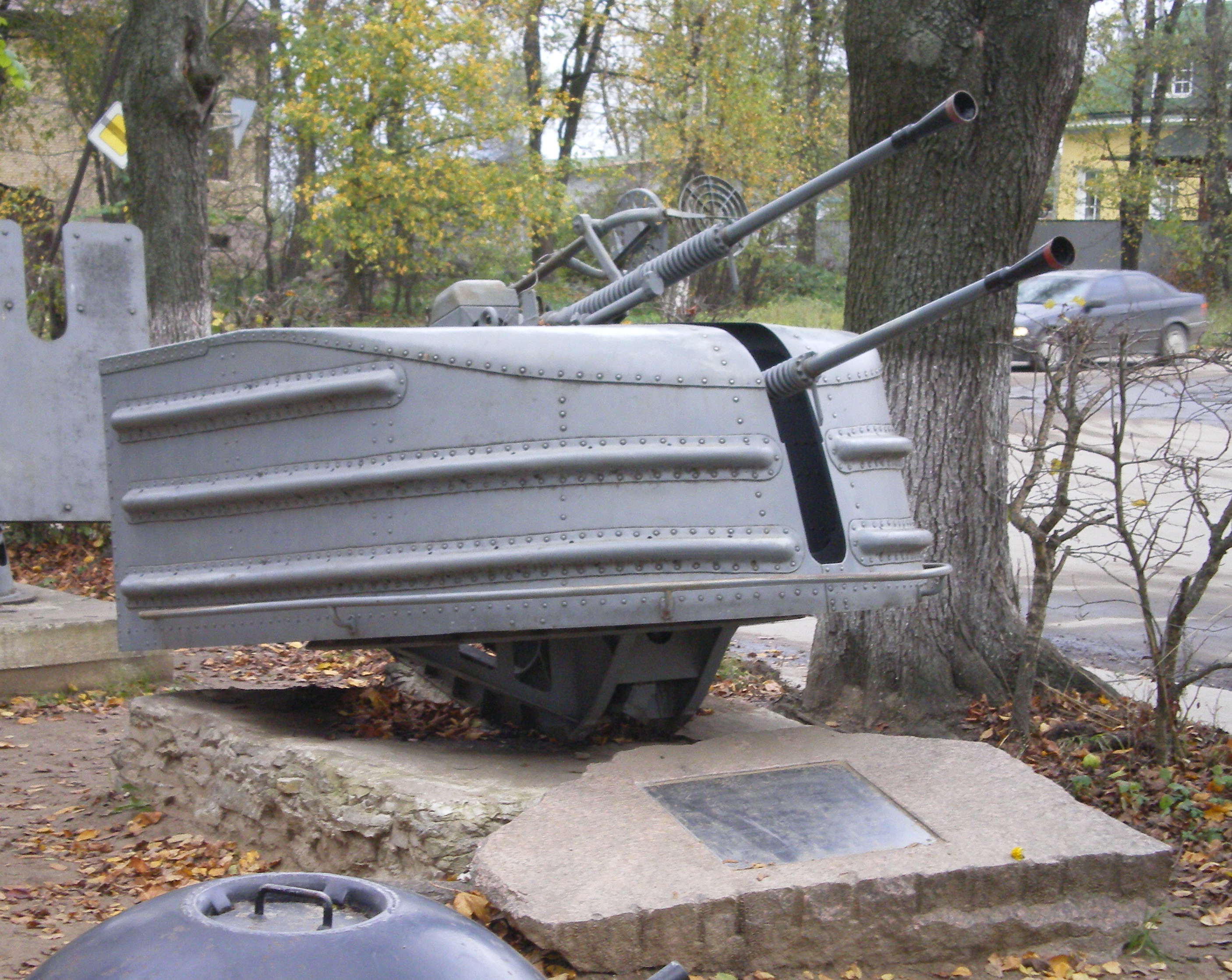
2М-8 у шліссельбурзькому музеї

- 2М-3М, подальша модифікація АУ 2М-3. Вирізнялася наявністю нового автомата М-110, отриманого в ході переробки конструкції автомата 110-ПМ інженером ОКБ-43 К. І. Соколовим. Якщо в автоматі 110-ПМ автоматика працювала лише за рахунок енергії відкату при короткому ході ствола, то новому автоматі М-110 додатково використовувалася і енергія порохових газів, що відводяться з каналу ствола. Ця енергія застосовувалася під час роботи газового буфера, призначеного для збільшення швидкості накату рухомих частин. В результаті на випробуваннях автомата 110-ПМ було досягнуто темпу стрыльби 470—480 вистр./хв. Живлення автомата М-110 тільки праве і стрічкове. Стрічка, магазин та патрони залишилися ті ж, що й у автомата 110-ПМ.

1949 року завод № 535 здав 3 установки, 1950 року — 4, 1951 року — 46, 1952 року — 173, 1953 року — 177, 1954 року — 275, 1955 року — 406, 19 305 і в 1957 році — 252 установки. Виробництво АУ 2М-3М було припинено у 1984 році. Відпускна вартість однієї установки 1951 року становила 527 000 рублів, 1954 року — 206 000 рублів, а 1955 року — 151 780 рублів.
- 2М-8, модифікація 25-мм спареної установки для озброєння підводних човнів розроблялася в ОКБ-43 з 1946 року. Особливістю установки було вертикальне розміщення двох автоматів 110-ПМ в одній люльці. Обертова частина АУ 2М-8 була також прикрита обтічником. Живлення автоматів 110-ПМ проводилося обоймами по 7 набоїв. АУ 2М-8 було прийнято на озброєння в 1954 році і вироблялося, проте вже до кінця 50-х років їх було знято з підводних човнів.
- 2М-10, покращений варіант 25-мм двогарматної установки для підводних човнів, розроблений в ОКБ-43 наприкінці 50-х років. Автомати для АУ 2М-10 проектували ОКБ-16. У березні 1954 року було закінчено полігонні випробування дослідного зразка АУ 2М-10, який був відправлений до Владивостока для проведення корабельних випробувань, спільно з автономним гідроприводом, змонтованим на установці. У серійне виробництво АУ 2М-10 не запускалася.

## Тактико-технічні характеристики
| Тактико-технічні характеристики АУ 2М-3, 2М-3М                     |               |              |
| Тип                                                                | АУ 2М-3       | АУ 2М-3М     |
| Довжина ствола, мм                                                 | 2000          | 2000         |
| Довжина ствола, клб                                                | 79            | 79           |
| Довжина нарізної частини, мм                                       | немає даних   | 1775         |
| Кут ВН, град                                                       | −10; +85      | −10; +85     |
| Кут ГН, град                                                       | 360           | 360          |
| Швидкість початкова снаряда, м/с                                   | 890           | 890          |
| Швидкострільність однієї гармати, вистр. /хв                       | 270-300       | 270-300      |
| Довжина автомата, мм                                               | 2845 (110-ПМ) | 2810 (М-110) |
| Довжина автомата, клб                                              | 112 (110-ПМ)  | 111 (М-110)  |
| Радіус обмітання по пламегаснику нижнього автомата, мм             | 2150 (110-ПМ) | - (М-110)    |
| Вага одного автомата, кг                                           | 101 (110-ПМ)  | 110 (М-110)  |
| Довжина відкату, мм                                                | 204-206       | немає даних  |
| Довжина установки, мм                                              | 2845          | 2845         |
| Ширина установки, мм                                               | 1974          | 2150         |
| Загальна вага установки без ЗІП та боєприпасу, кг                  | 1500          | 1515         |
| Вага верстата з кранцями, кг                                       | 260           | немає даних  |
| Висота броні, мм                                                   | 900           | 973          |
| Товщина броні, мм                                                  | 4             | 4            |
| Приціл розрахований на максимальну швидкість повітряних цілей, м/с | 150           | 150          |
| Розрахунок, чол.                                                   | 2             | 2            |

### Боєприпаси
| Номенклатура боєприпасів            |                 |                      |                 |            |                          |
| Тип                                 | Індекс/УРАВ ВМФ | Довжина снаряда, клб | Вага снаряда, г | Вага ВР, г | Підривники               |
| Бронебійно-трасуючий снаряд         | А3-БР-85        | 4,5                  | 281             | 4,2        | ні                       |
| Осколково-запально-трасуючий снаряд | А3-ОЗР-85       | 4,9                  | 281             | 11,3       | Б-23, Б-23У, А-23, МГ-25 |
| Осколково-запально-трасуючий снаряд | А3-ОЗР-85М      | 5,1                  | 281             | 20         | Б-23, Б-23У, А-23, МГ-25 |

## На озброєнні
Установки 2М-3, 2М-3М входили до складу озброєння великих десантних кораблів пр. 1171, малих десантних кораблів пр. 450, артилерійських катерів пр. 1204, протичовнових катерів пр. 201, торпедних катерів пр. 183 і пр. 206М, ракетних катерів пр. 183-Р, тральщиків пр. 254 м, пр. 264, пр. 266м, пр. 1258, пр. 1265, цивільних суден і допоміжних суден ВМФ, в тому числі проектів 431, 771, 562, 706, 437, 561, 433, 514, 560, 512, 770 фактично артсистемами «2М-3» і «2М-3М» у флоті СРСР були озброєні понад 30 проектів кораблів, суден і катерів. Тривалий час артилерійські установки 2М-3, 2М-3М були одним з основних засобів самооборони і ППО суден ВМФ СРСР і Росії.

## Бойове застосування

### Війна Судного дня
В Арабо-ізраїльській війні 1973 року взяли участь єгипетські та сирійські торпедні катери проєкту 183 і ракетні катери проєкту 183-Р які мали на озброєнні установки 2М-3 та 2М-3М. Досвід бойових дій показав, що самих лише протикорабельних ракет недостатньо, особливо для боротьби з катерами противника у прибережній зоні, а наявні на них 25-мм установки виявились безпорадними в порівнянні з артилерійськими установками 40-мм/70 АУ «Breda-Bofors» Mod.58/11 та 76-мм АУ «OTO Melara» ізраїльських ракетних катерів типу «Саар-2», «Саар-3», «Саар-4».

### Перша карабаська війна
За непідтвердженими даними, у війні в Нагірному Карабаху 1992—1994 років використовувалася азербайджанськими військовими на шасі МТ-ЛБУ[джерело?].

### Російсько-українська війна
Україна мала низку катерів, озброєних установками 2М-3М або ж гарматами від них. Та ці установки не захистили тральщик «Генічеськ» та патрульний катер P190 «Слов'янськ» від ракетних ударів з повітря.
в лютому 2023 року стало відомо, що російські військові встановили певну кількість 2М-3 на шасі МТ-ЛБ (імовірно — на далекому Сході, в регіоні Хабаровського краю) та перевозять їх до місць бойових дій в Україні.
Слід зазначити, що це — не перший випадок встановлення корабельних зенітних установок на шасі МТ-ЛБ (та його модифікацій). Перед тим були помічені установки 2М-1 (з двома 12,7 мм кулеметами ДШК або ДШКМ) та 2М-7 (з двома 14,5 мм кулеметами КПВ).
В квітні 2023 року під час транспортування залізницею в росії було помічено артилерійський тягач АТС-59Г з встановленою установкою 2М-3М.
В серпні 2023 року стало відомо, що росіяни замінили корабельні 30-мм бойові модулі КАУ-30М на захоплених в тимчасово окупованому Бердянську малих артилерійських катерах «Аккерман» і «Вишгород» на установки 2М-3М. Зняті бойові модулі КАУ-30М були перевезені росіянами на виставку трофейного озброєння.

## Оператори

### Україна

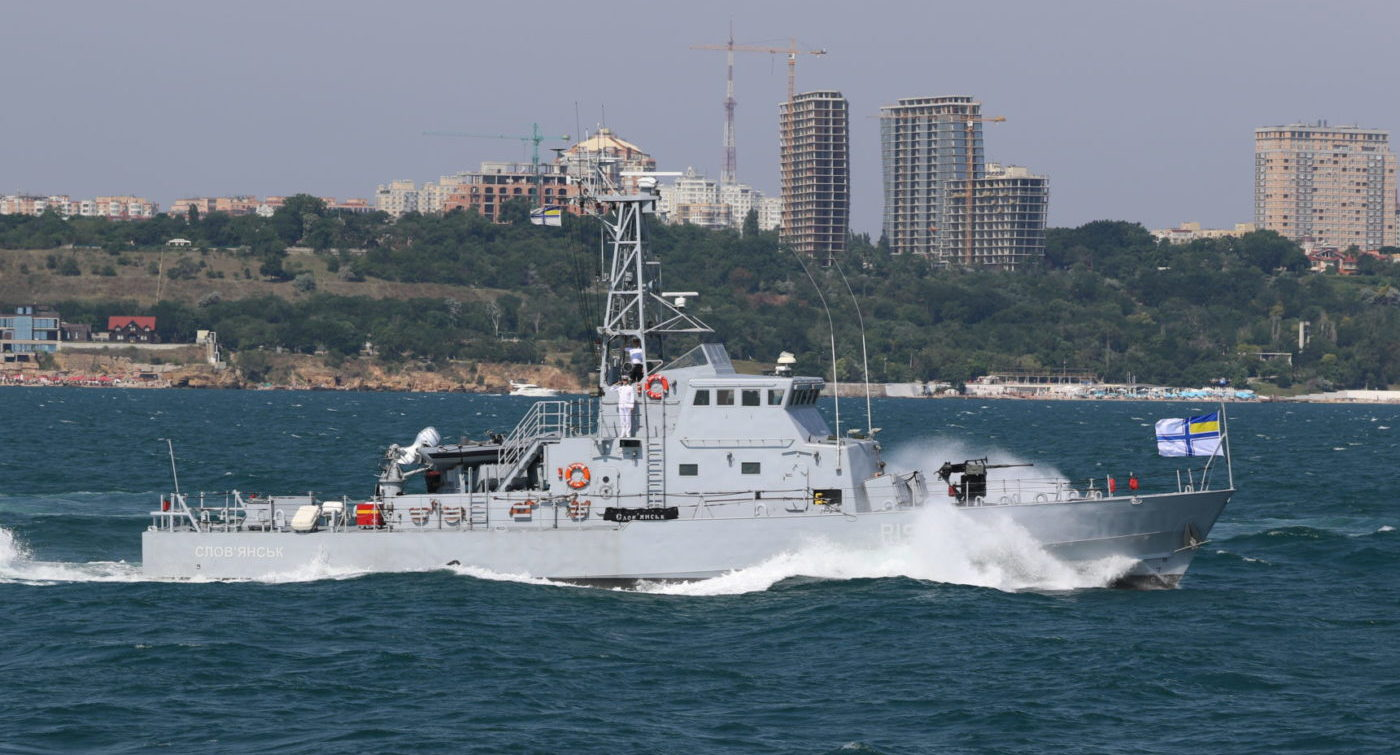
Гармата від артилерійської установки 2М-3М встановлена на лафеті в носовій частині патрульного катера P190 «Слов'янськ», липень 2020 року

Станом на 2020 рік 25-мм спарена артилерійська установка 2М-3М стояла на озброєнні єдиного у складі ВМС ЗС України рейдового тральщика «Генічеськ», також у складі Морської охорони було три катери проєкту 1204 «Джміль», озброєні цими установками:
- «Лубни» (BG-81)
- «Ніжин» (BG-83)
- «Ізмаїл» (BG-84)

Також в 2020 році було вирішено озброїти патрульні катери P191 «Старобільськ» та P190 «Слов'янськ» типу «Айленд» гарматами від артилерійських установок 2М-3М. Гармати були встановлені на лафети від артилерійських установок MK-38 Mk 0. Вже в травні того ж року озброєні таким чином патрульні катери брали участь в навчаннях.
Та вже на початку 2021 року Військово-морські сили України відмовилися від використання архаїчних установок, замість них було вирішено встановити артсистеми MSI Seahawk DS-A2 з 30-мм гарматою Mk 44S Bushmaster.
Також на початку 2021 року була поширена інформація про плани Генштабу ЗСУ перетворити морський буксир «Корець» (A830) проєкту 745 на патрульний корабель. Серед всього іншого, планувалось встановити на нього установку 2М-3М.